# Буддхавамса
Буддхавамса (Buddhavaṃsa IAST, «Хроніка Будди») — буддійський текст, 14-а книга «Кхуддака-нікаї», останньої частини «Сутта-пітаки».

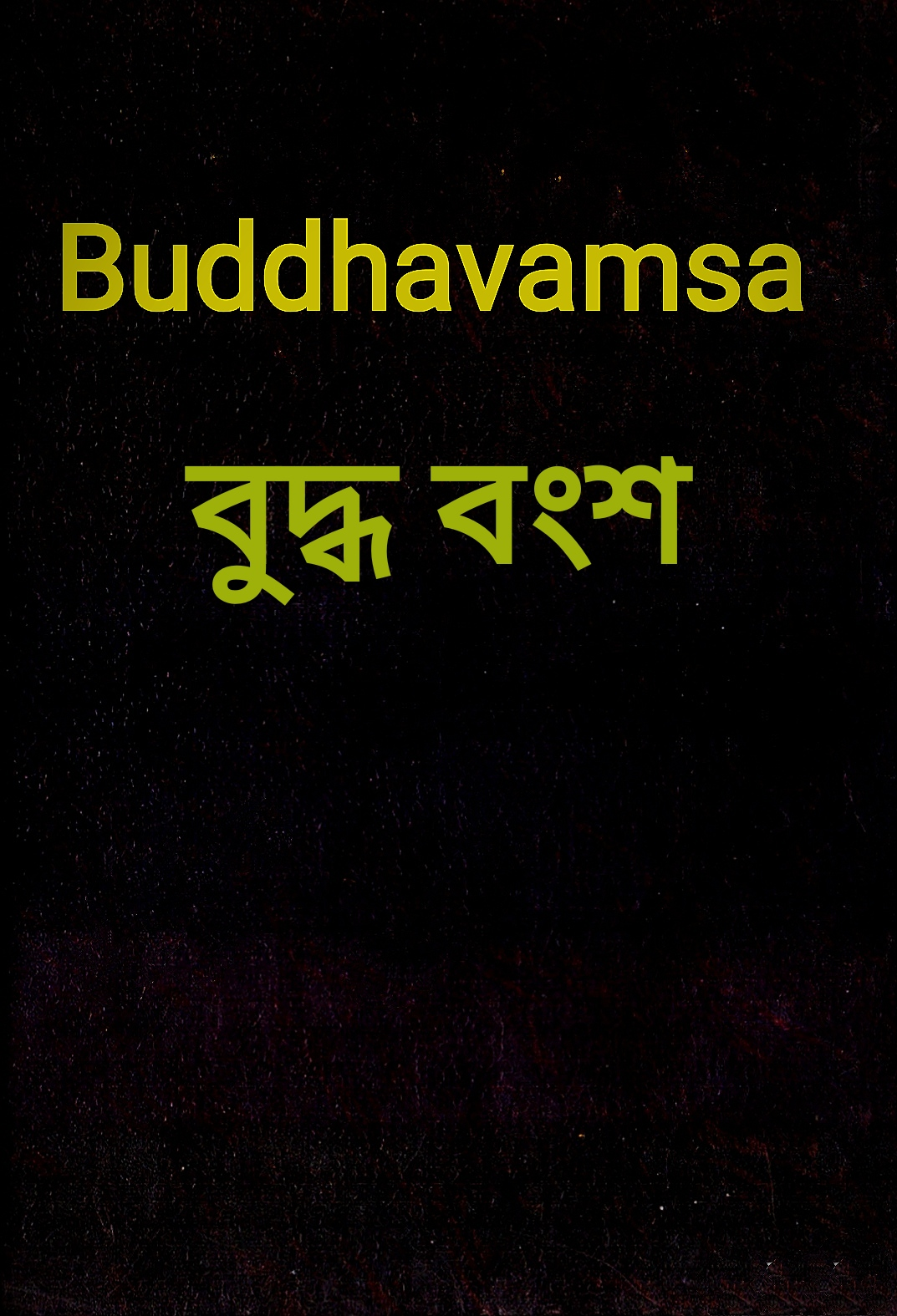
Buddhavamsa

Являє собою досить невеликий віршований текст, написаний розміром шлока, що в 28 главах оповідає про різні сторони життя Будди Гаутами та 24 попередніх будд.
Перший розділ описує ратана-чанкаму, «Шлях з дорогоцінних каменів», створений на небі Гаутамою. Останнього потім відвідують Шаріпутра та 500 арагантів з метою запитати про те, як він став буддою. У своїй відповіді Гаутама розповів про життя 24-х попередніх будд, а також і про аскета Сумедхе, перший в ланцюжку своїх народжень, який прийняв у другому розділі обітницю стати буддою. 24 глави, що розповідають про попередників Гаутами, показують і життя його самого, що перероджувався в часи кожного з цих будд і який являв різні акти чесноти по відношенню до них. Після 26-ї глави, в якій Гаутама розповідає коротко про себе, йде 27-а, де згадуються ще три будди до Діпанкари. Далі Гаутама посилається на себе і на наступного Будду по імені Меттейя. Остання, 28-я глава тексту розповідає про розподіл реліквій Будди.
Даний текст вважають пізнім доповненням до канону, так як він містить набагато більш розвинені доктрини будд і бодгісаттв порівняно з іншими частинами.